# Thalie (rivière)
Pour les articles homonymes, voir Thalie.
La Thalie, la Talie ou Taly est une petite rivière française qui coule uniquement dans le département de Saône-et-Loire en Bourgogne-Franche-Comté. C'est un affluent de la Corne en rive gauche, donc un sous-affluent de la Saône et du Rhône.

## Le cours de la Thalie
La Thalie prend sa source sur la commune de Rully, qui se trouve à 12 km au nord-ouest de Chalon-sur-Saône. 

Remontant jusqu'à Rully, elle se tourne plein est jusqu'aux environs du canal du Centre. Là, son cours méandreux prend une direction générale sud-est parallèle au canal. Elle traverse la partie est de la commune de Fontaines, passant par le gué de la Nifette puis le gué Bouhard. Elle est rejointe par le ru Guillot peu après le gué Bouhard. 

Faisant ensuite la limite nord de la commune de Farges-lès-Chalon, elle quitte cette dernière pour passer sur la commune de La Loyère puis sur celle de Fragnes où elle contourne la colline de Condemène (situé dans le sud de la commune de La Loyère). Changeant d'orientation à ce niveau, elle se tourne vers le sud-sud-ouest et sert de nouveau de limite entre les communes de Fragnes et de La Loyère, avant de passer dans la commune de Champforgeuil. Son affluent la Thaliette la rejoint en limite est de la ville de Champforgeuil, juste avant de passer sous la D906. 

En limite sud de la ville elle se dirige plein sud et reçoit en rive droite le ruisseau du Bois 400 m avant de passer sur la commune de Châtenoy-le-Royal, où elle passe sous la route de jonction entre le péage n°25 ( 25) de l'autoroute A6 (commune de Châtenoy) et l'avenue de l'Europe (commune de Chalon-sur-Saône). C'est à cet endroit qu'elle commence à faire limite entre ces deux dernières communes sur environ 730m, s'en sépare sur 400m, puis redevient cette limite pendant 790m, s'en sépare de nouveau sur 380 m, pour y revenir une dernière fois sur 350m.
La Thalie passe alors sur la commune de Chalon-sur-Saône où elle traverse le quartier des Charreaux, avant d'entrer sur la commune de Saint-Rémy où elle passe entre Saint-Rémy et Chalon-sur-Saône. Elle rejoint la rive gauche de la roie de Droux (nom de la rivière Corne vers la fin de son parcours) 500 m avant que cette dernière atteigne la rive droite de la Saône.

Sur la photo ci-contre, la Thalie longe les arbres à l'arrière du pré sur la gauche avant de confluer avec la roie de Droux entre les deux premiers arbres au feuillage jaunissant.
La longueur de son cours d'eau est de 21,7 km.

### Communes traversées

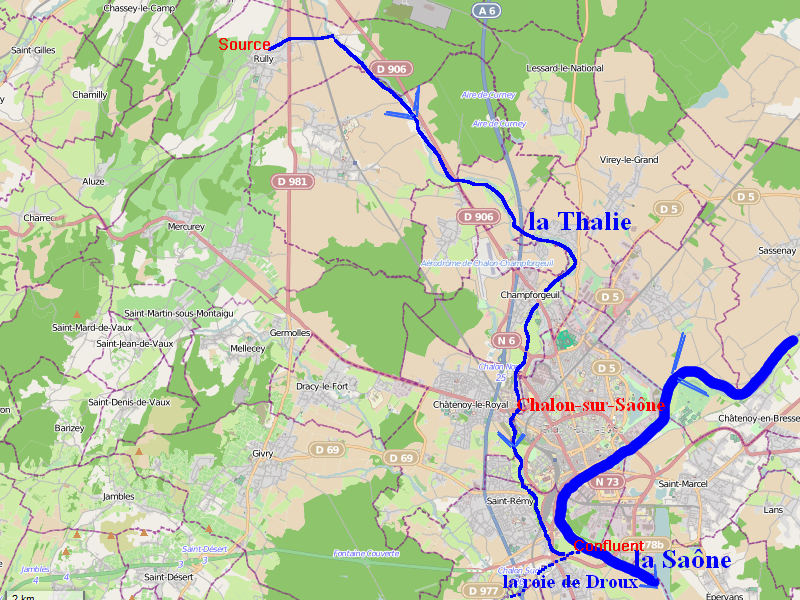
Tracé du cours de la rivière Thalie

La Thalie traverse ou longe les neuf communes suivantes :
Rully, Fontaines, Farges-lès-Chalon, La Loyère, Fragnes, Champforgeuil, Chalon-sur-Saône, Châtenoy-le-Royal et Saint-Rémy, toutes situées dans le département de Saône-et-Loire.

### Affluents
La Thalie a plusieurs ruisseaux affluents, dont :
- le ru Guillot, 2,9 km[1]
- le ruisseau du Bois, 7,3 km[1]
- le ruisseau de Guerlande, 2 km[1]
- la Thaliette, rejoint la rive gauche de la Thalie à Champforgeuil juste avant de passer la D906

## Hydrologie
La Thalie est une rivière peu abondante. Son débit a été observé durant une période de 19 ans (1990-2008), à La Loyère, localité située peu avant son entrée dans l'agglomération
de Chalon-sur-Saône et donc son confluent avec la Saône. La surface prise en compte est de 55 km2.
Le module de la rivière à La Loyère est de 0,339 m3/s.
La Thalie présente des fluctuations de débit saisonnières bien marquées, comme la plupart des cours d'eau du bassin de la Saône. Les hautes eaux, en hiver, se caractérisent par des débits mensuels moyens allant de 0,484 à 0,678 m3/s, de décembre à mars inclus et avec un maximum en janvier. Dès avril, le débit baisse rapidement jusqu'aux basses eaux d'été qui ont lieu de juin à septembre, entraînant une baisse du débit moyen mensuel qui peut descendre jusqu'à 0,082 m3/s au mois d'août. Mais ces chiffres n'indiquent que des moyennes, et les fluctuations réelles sont plus prononcées sur de courtes périodes et selon les années.
À l'étiage, le VCN3 (débit minimal pendant 3 jours consécutifs) peut chuter jusqu'à 0,029 m3/s en cas de période quinquennale sèche, soit 29 litres par seconde, ce qui ne peut être considéré comme vraiment sévère pour un aussi petit cours d'eau, mais assez normal dans la région.
Les crues peuvent être très importantes, compte tenu bien sûr de l'exiguïté du bassin versant de la rivière et de la petitesse de son module. Les QIX 2 (quantité instantanée maximale sur deux ans) et QIX 5 valent en effet respectivement 11 et 17 m3/s. Le QIX 10 est de 21 m3/s et le QIX 20 de 25 m3/s. Quant au QIX 50, il n'a pas été calculé, faute d'une durée d'observation suffisante pour le déterminer valablement, mais est estimé à 30 m3/s.
Le débit instantané maximal (QIX) enregistré à La Loyère a été de 18 m3/s le 7 janvier 1994, tandis que la valeur journalière maximale était de 16,4 m3/s le même jour. Si l'on compare la première de ces valeurs à l'échelle des QIX exposée plus haut, cette crue n'était même pas d'ordre décennal, mais plutôt d'ordre quinquennal, et donc banale.
Au total, la Thalie est une rivière peu abondante, du moins dans le contexte du bassin de la Saône. La lame d'eau écoulée dans son bassin est de 200 millimètres annuellement, ce qui est nettement inférieur à la moyenne d'ensemble de la France tous bassins confondus, et aussi, bien sûr, à la moyenne du bassin de la Saône (501 millimètres à Lyon). Le débit spécifique de la rivière (Qsp) atteint 6,4 litres par seconde et par kilomètre carré de bassin versant.

## Gestion de l'environnement
L'un des deux principaux affluents de la Corne avec l'Orbize, la Thalie fait partie du territoire couvert par le Contrat des rivières du Chalonnais, qui englobe tout le bassin versant de la Corne. En discussion depuis plusieurs années, ce Contrat des rivières du Chalonais devrait entrer en phase active en 2013.

## Littérature
La source de la Thalie est citée comme point de passage (et endroit de forte énergie terrestre) sur le chemin initiatique vers Compostelle au XIIe siècle dans le livre Les étoiles de Compostelle par Henri Vincenot.